# Такамидо, Юдзо
Юдзо Такамидо (яп. 高御堂•雄三 англ. Yuzo Takamido, родился 11 января 1988 года, Итиномия, префектура Айти)) — японский конькобежец, специализирующийся в шорт-треке. Участвовал в зимних Олимпийских играх 2010 и  играх 2014 года, бронзовый призёр чемпионата мира 2009 года в эстафете. Окончил в 2005 году высшую техническую школу Итиномии на промышленном факультете.

## Спортивная карьера
Юдзо Такамидо в 7 лет начал заниматься спортом во 2-м классе начальной школы под влиянием своих старших братьев. Кроме того, также занимался другими видами спорта, такими как гандбол, теннис, легкая атлетика и плавание. Учился в неполной средней школе Имаисэ.
В январе 2007 года он участвовал на юниорском чемпионате мира в Млада Болеславе, и занял 27-е место в личном многоборье. В феврале 2008 года участвовал на Кубке мира в Солт-Лейк-Сити, где занял 6-е место в беге на 500 м, а в марте на командном чемпионате мира в Пекине занял 5-е место. В октябре на Кубке мира в Ванкувере занял 5-е место в беге на 1500 м, и в Нагано - 4-е место.
В марте 2009 года на чемпионате мира в Вене выиграл бронзу в эстафетной гонке и занял 6-е место в беге на 1500 м. На командном чемпионате мира в Херенвене он занял 5-е место. В сентябре на кубке мира в Пекине стал 6-м в беге на 1500 м, в ноябре в Маркетте в беге на 1000 м занял 16-е место. В декабре на Всеяпонском чемпионате отобрался на Олимпиаду.  
На Олимпийских играх 2010 года в Ванкувере он участвовал в бегах на 1000, 1500 метров. В беге на 1500 м занял 20-е место, а в беге на 1000 м не прошёл квалификацию и занял 27-е место. На чемпионате мира в Софии занял 29-е место в личном многоборье, следом на командном чемпионате мира в Бормио в составе команды остановился на 7-м месте. 
В сезоне 2010/11 на Кубке мира в Шанхае Такамидо наконец завоевал серебряную медаль на 1500-метровке. В феврале 2011 года на зимних Азиатских играх в Астане он выиграл серебряную медаль в эстафете, а в марте на  чемпионате мира в Шеффилде стал 19-м в общем зачёте. Следом на командном чемпионате мира в Варшаве поднялся на 4-е место в составе мужской команды. 
В октябре на Кубке мира в Сагенее занял 3-е место в беге на 1500 м, а в общем зачёте Кубка в сезоне 2011/12 поднялся на 6-е место на этой дистанции. Весной 2012 на чемпионате мира в Шанхае в эстафете занял 4-е место, в личном зачёте многоборья стал 17-м. На Кубке мира сезона 2012/13 выше 5-го места в беге на 1500 м в Дрездене не поднимался, а в эстафете выше 6-го места.
В марте 2013 года на чемпионате мира в Дебрецене он занял 7-е место в беге на 1000 м и 15-е место в личном зачёте многоборья. В сентябре на 1-м этапе Кубка мира 2013/14 в Шанхае остановился на 4-м месте на дистанции 1500 м и на 7-м на 1000 м, что стало лучшими результатами того года. 
В феврале 2014 года на зимних Олимпийских играх в Сочи в беге на 1000 метров он выбыл в квалификации, заняв 20-е место, потом принял участие в квалификационном забеге на 1500 метров и был дисквалифицирован из-за фола, когда он вступил в контакт с соперником.
После завершения карьеры работает тренером в компании "Toyota Motor Corporation".